# Hitstory (Gianna Nannini)
Hitstory è la quinta raccolta della cantautrice italiana Gianna Nannini pubblicata il 30 ottobre 2015.

## Descrizione
Inizialmente fissata per il 6 novembre 2015, l'uscita di Hitstory si accompagna alla partecipazione della cantante alla quinta edizione del Medimex nella Fiera del Levante di Bari, dove avviene la presentazione ufficiale del disco.
La raccolta si apre con sei nuovi brani: gli inediti Vita nuova, Tears, Amica Mia, Mama, una cover di Ciao Amore Ciao di Luigi Tenco e una rivisitazione di Amandoti, brano che compare in versione acustica nell'album Perle. Un'ulteriore novità è la rivisitazione di Un'estate italiana che compare alla numero 3 del CD 2.
Nei quarantacinque brani complessivi che la raccolta contiene si ripercorrono i momenti di maggiore successo della cantautrice senese spaziando dai singoli degli ultimi dieci anni per risalire fino a brani vicini all'esordio degli anni settanta.

### Promozione
Poco prima dell'uscita del disco, sulle pagine ufficiali dei social network di Gianna Nannini sono comparsi dei post in cui si citavano frammenti di brani del passato affiancati dall'hashtag #ThisIsGianna.
Assieme a questi post ne venivano pubblicati alcuni in cui si ricordava che in quel giorno preciso di una determinata data del passato avveniva un evento legato alla carriera di Gianna. Questa "campagna pubblicitaria" fatta di indizi è culminata con l'annuncio ufficiale dell'uscita dell'album avvenuto assieme alla pubblicazione del singolo Vita nuova.
Vita nuova apre dunque la stagione di Hitstory a partire dal 18 settembre 2015 in radio e dal 29 settembre su YouTube con un video ambientato sui tetti di Londra.

## Tracce

### Edizione standard
CD1
1. Vita nuova – 3:13 (Gianna Nannini, Pasquale Panella)
2. Ciao Amore Ciao – 3:05 (Luigi Tenco)
3. Tears – 3:44 (Gianna Nannini, Isabella Santacroce)
4. Amandoti (New Version) – 3:23 (Giovanni Lindo Ferretti, M. Zamboni)
5. Amica Mia – 3:44 (Gianna Nannini, Tiziano Ferro)
6. Mama – 3:08 (Gianna Nannini, Pasquale Panella)
7. Sei nell'anima – 4:09 (Gianna Nannini, Pacifico)
8. L'abbandono – 4:01 (Gianna Nannini, Isabella Santacroce, Will Malone)
9. Maledetto ciao – 3:40 (Gianna Nannini, Isabella Santacroce)
10. Salvami – 3:30 (Gianna Nannini, Pacifico) – featuring Giorgia
11. Io – 4:32 (Gianna Nannini, Isabella Santacroce)
12. Ti voglio tanto bene – 3:22 (Gianna Nannini, Isabella Santacroce, Will Malone)
13. Sogno – 4:09 (Gianna Nannini)
14. Ogni tanto – 3:28 (Gianna Nannini, Pacifico)
15. In the Rain – 3:54 (Gianna Nannini, Pacifico)
16. Ninna Nein – 3:46 (Gianna Nannini, Pacifico)

CD2
1. America – 4:22 (Gianna Nannini, Mauro Paoluzzi)
2. Avventuriera – 3:59 (Gianna Nannini, F.Pianigiani, R.Riva)
3. Un'estate italiana – 3:33 (Gianna Nannini, Edoardo Bennato, T.Whitlock, Giorgio Moroder)
4. Ragazzo dell'Europa – 3:35 (Gianna Nannini)
5. Hey bionda – 4:38 (Gianna Nannini, I.Campaner)
6. Fotoromanza – 4:27 (Gianna Nannini, Conny Plank)
7. Bello e impossibile – 4:41 (Gianna Nannini, F.Pianigiani)
8. Come una schiava – 5:13 (Gianna Nannini, R.Riva)
9. Profumo – 3:52 (Gianna Nannini, F.Pianigiani)
10. I maschi – 4:32 (Gianna Nannini, F.Pianigiani)
11. Latin Lover – 4:35 (Gianna Nannini, Mauro Paoluzzi)
12. Oh marinaio – 3:15 (Gianna Nannini)
13. Un giorno disumano – 5:36 (Gianna Nannini, V.Vergeat)
14. Meravigliosa creatura – 3:03 (Gianna Nannini, Mara Redeghieri)
15. California – 2:43 (Gianna Nannini)
16. Come un angelo – 4:02 (Gianna Nannini)

### Edizione deluxe
CD3
1. Lontano dagli occhi – 3:39 (Sergio Endrigo, Sergio Bardotti, L.Enriquez)
2. L'immensità – 2:48 (Don Backy (aka A.Caponi), Mariano Detto, Mogol)
3. Dio è morto – 2:51 (Francesco Guccini)
4. Aria – 3:48 (Gianna Nannini, Francesco Sartori, Isabella Santacroce)
5. Possiamo sempre (Alan Moulder Mix) – 4:18 (Gianna Nannini, Will Malone, Isabella Santacroce)
6. Revolution – 3:46 (Gianna Nannini, I.Campaner)
7. Una luce – 3:17 (Gianna Nannini)
8. Notti senza cuore – 3:40 (Gianna Nannini)
9. Pazienza – 4:23 (Gianna Nannini, Pacifico)
10. Radio Baccano – 4:55 (Gianna Nannini, Jovanotti, M.Colombo)
11. Scandalo – 3:36 (Gianna Nannini, R.Braune)
12. Alla fine – 4:37 (Gianna Nannini)
13. Voglio fare l'amore – 4:00 (Gianna Nannini, F.Pianigiani)

## Classifiche

### Classifiche settimanali
| Classifica (2015) | Posizione massima |
| ----------------- | ----------------- |
| Italia            | 5                 |
| Svizzera          | 51                |

### Classifiche di fine anno
| Classifica (2015) | Posizione |
| ----------------- | --------- |
| Italia            | 48        |
| Classifica (2016) | Posizione |
| Italia            | 78        |